# Amor y monstruos
Amor y monstruos (Love & Monsters) es el décimo episodio de la segunda temporada de la serie británica de ciencia ficción Doctor Who, emitido originalmente el 17 de junio de 2006. Destaca por ser el primer "episodio ligero" de Doctor Who, que son episodios en los que la presencia del Doctor, su acompañante, o ambos, ceden el protagonismo a otros personajes episódicos y aparecen de forma reducida y como secundarios. Así se permitía que los actores principales tuvieran más tiempo para rodar los episodios finales de la temporada al mismo tiempo que este episodio. En su lugar, el episodio está principalmente protagonizado por Marc Warren.

## Argumento
El episodio toma el formato de un videodiario de Elton Pope (Marc Warren), un joven que describe sus encuentros con el Doctor. La narración de Elton en cámara cuenta una historia del presente con flashbacks del pasado relacionados del Doctor. Recuerda que tuvo la oportunidad de encontrarse con el Doctor y también recuerda que se encontró con el mismo hombre de niño en el salón de su casa una noche. En internet descubre a otros, incluyendo a Ursula Blake (Shirley Henderson), que han contado experiencias similares con el Doctor. Elton y Ursula forman un grupo al que llaman LINDA (London Investigation N Detective Agency; Agencia de Detectives E Investigación de Londres). Se les unen otras tres personas: Bridget (Moya Brady), Bliss (Kathryn Drysdale) y el Sr. Skinner (Simon Greenall). Los encuentros de LINDA se producen en el sótano de una biblioteca, y allí debaten sobre sus experiencias, pero pronto sus encuentros se convierten en algo más social.
Un día, un hombre llamado Victor Kennedy (Peter Kay) interrumpe un encuentro y señala que LINDA se ha desviado del objetivo. Él les vuelve a poner en la búsqueda del Doctor enseñándoles técnicas de espionaje. Elton recibe el encargo de acercarse a la madre de Rose Tyler, Jackie (Camille Coduri). Logra conocerla en una lavandería, y ella le invita a su apartamento. Intenta seducirle sin éxito, pero cuando descubre una foto de Rose (Biliie Piper) en el bolsillo de Elton, le exige que la deje en paz. Mientras, Bridget y Bliss desaparecen del grupo sin dejar rastro. Victor explica su ausencia diciendo que se fueron para seguir con sus vidas. Tras una reunión, Elton, Ursula y el Sr. Skinner se disponen a irse. Victor convence al Sr. Skinner de que se quede un momento más, pero Elton y Ursula se van. Ursula se da cuenta de que olvidó el teléfono, y vuelve con Elton para descubrir que Victor es un alienígena conocido como el Abzorbaloff, y ven las caras de los antiguos miembros de LINDA y otras víctimas sobresaliendo del cuerpo de Victor. Este logra absorber a Ursula, pero Elton escapa.
Victor persigue a Elton hasta un callejón sin salida. Antes de que el Abzorbaloff pueda tocarle, la TARDIS se materializa, y el Doctor (David Tennant) y Rose salen de ella. Rose comienza a regañar a Elton por molestar a su madre Jackie antes de darse cuenta de que algo va mal. El Abzorbaloff intenta absorber al Doctor, pero sus víctimas ya absorbidas usan su fuerza de voluntad para sujetar el cuerpo del Abzorbaloff. A este se le cae su bastón, que Elton rompe cuando Ursula se lo pide. El bastón contenía un generador de campo de fuerza que mantenía al Abzorbaloff en control de su cuerpo. Sin él, la criatura se disuelve en la Tierra.
El Doctor le explica a Elton que estuvo en su casa años atrás buscando a una sombra elemental, pero llegó demasiado tarde y la sombra mató a su madre. En la conclusión, oímos la voz de Ursula y descubrimos que el Doctor pudo usar su destornillador sónico para mantener con vida la esencia de Ursula. Su cara está viva en una baldosa de piedra que Elton guarda en su habitación. Elton explica que Ursula y él tienen una relación poco convencional, e incluso vida amorosa.

### Continuidad
Este episodio está ambientado dos años después de Rose y se grabaron nuevas escenas del ataque de los Autones con Elton apareciendo (si alguien mira de cerca, durante la parte del flashback en el que un vehículo está a punto de atropellar a Elton, de fondo aparece el maniquí que atacó a Jackie en aquel episodio). También se grabaron nuevas escenas de la nave Slitheen de Alienígenas en Londres y también vuelve a aparecer la nave Sycorax de La invasión en Navidad, de nuevo según la perspectiva de cómo vivió aquello Elton. En los comentarios del episodio, Russell T Davies señala que en un borrador inicial, Elton habría sido testigo de más eventos de la historia de Doctor Who: en su borrador, el tercer cumpleaños de Elton fue evacuado por la invasión Dalek de Remembrance of the Daleks, su madre hubiera sido asesinada por un narciso de plástico (Terror of the Autons) en lugar de una sombra elemental, y también habría sido uno de los testigos del surgimiento del monstruo del lago Ness (Terror of the Zygons). Antes del estreno de la serie moderna, Davies había considerado enviar esta historia a Doctor Who Magazine como tira cómica, y también había pensado en hacer protagonista a una mujer, pero pensó que ya había suficiente enfoque femenino en los personajes episódicos de aquella temporada.
Jackie le informa a Elton de que su amigo Mickey Smith se ha marchado, referencia a la decisión que tomó de quedarse en el universo paralelo en La edad del acero. Elton menciona que los archivos del instituto Torchwood sobre Rose se han corrompido por un "virus Lobo Malo". Torchwood es el arco argumental de la temporada. Esta frase se incluyó para explicar cómo es que Torchwood no conoce la apariencia de Rose en El ejército de fantasmas, como explicó Russell T Davies en los audiocomentarios web del episodio. En una copia del Daily Telegraph que está leyendo el Abzorbaloff aparece el titular "Saxon lidera las encuestas con un 64%". Russell T Davies observa esto en los audiocomentarios, diciendo "Mirad el titular. Eso es lo único que voy a decir". Fue la primera aparición del nombre del Sr. Saxon, el arco argumental de la tercera temporada de la serie.
Cerca del final de la historia, Elton se pregunta cuánto tiempo pasará antes de que Rose y Jackie "paguen el precio" por estar con el Doctor, una pista de lo que ocurrirá en el final de la temporada en El ejército de fantasmas y El día del Juicio Final.

## Producción
Según el número 370 de Doctor Who Magazine, este episodio tenía el título provisional de I Love the Doctor (Yo quiero al Doctor). La decisión de enfocarse en un personaje diferente se inspiró en el episodio de Buffy la Cazavampiros The Zeppo, y en el episodio de Star Trek: La nueva generación Cubiertas inferiores.
El Abzorbaloff fue diseñado por un niño de nueve años, William Grantham de Colhester, Essex, para un concurso "Diseña un monstruo de Doctor Who" que hizo el programa infantil Blue Peter. El primer premio de la competición era que el monstruo apareciera en un episodio de Doctor Who. William se quedó (según el productor Phil Collinson en los comentarios) decepcionado con la aparición del monstruo porque lo había imaginado con "el tamaño de un autobús de dos plantas".
A diferencia de la gran mayoría de historias de Doctor Who, Amor y monstruos solo tiene apariciones testimoniales de la tripulación de la TARDIS. Esto se hizo por necesidades de producción, para permitir a Tennant y Piper rodar otros episodios, y se ha convertido en una tradición hacer episodios "ligeros" a este estilo. Otros episodios ligeros del Doctor, el acompañante, o ambos, son Parpadeo, Medianoche, Gira a la izquierda, El inquilino y Hora de cerrar.
La criatura que Elton ve al principio del episodio aparece acreditada como el "Hoix". Davies señaló en los comentarios que se inventó el nombre después del rodaje del episodio porque necesitaba un nombre para los títulos de crédito.

### Casting
Russell T Davies eligió a Peter Kay después de que este le escribiera una carta de fan alabando la nueva serie. Kay iba a interpretar originalmente a Elton Pope, pero pensó que ese papel era demasiado similar a papeles que ya había hecho en el pasado como el de Eric Gartside en Coronation Street. Así, habló con Davies y le preguntó si le podía ayudar a superarse como actor para interpretar al villano, y Kay entonces recibió el papel de Victor Kennedy/Abzorbaloff.

## Emisión y recepción
Las mediciones nocturnas de audiencia del episodio fueron de 6,22 millones de espectadores y un 38,3% de audiencia, siendo el programa más visto del día. La medición final de audiencia fue de 6,66 millones, convirtiéndose en el 15.º programa más visto de la semana. Tuvo una puntuación de apreciación de 76, en la media de la temporada de 77.
El episodio se publicó en DVD básico sin extras junto con El planeta imposible y El foso de Satán el 7 de agosto de 2006.
La escena en la que Elton dice que Ursula y él tienen "cierta vida amorosa" recibió algunas críticas de quienes pensaron que la implicación resultante de que tenía sexo oral con una baldosa de pavimento no era apropiada para la audiencia familiar de Doctor Who. Otros sin embargo, no dieron importancia a la frase, considerándola una broma inocente que los niños no iban a entender.